# Mesochorus roccanus
Mesochorus roccanus är en stekelart som beskrevs av Schwenke 1999. Mesochorus roccanus ingår i släktet Mesochorus och familjen brokparasitsteklar. Inga underarter finns listade i Catalogue of Life.